# Melanitta nigra

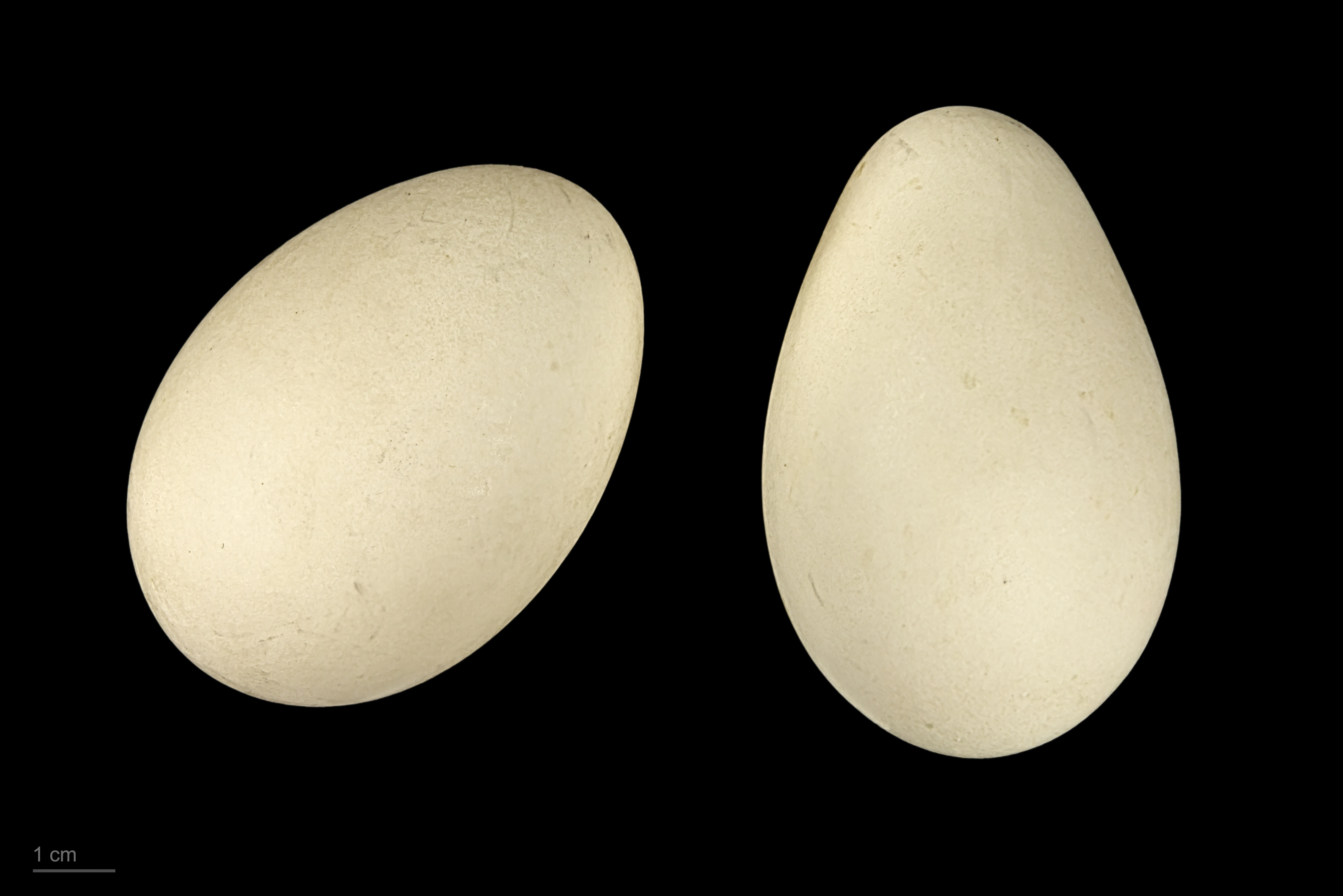
Melanitta nigra

L'orchetto marino (Melanitta nigra) è una grande anatra marina, lunga 43–54 cm, che nidifica oltre l'estremo nord di Europa e Asia, spingendosi ad est fino al fiume Olenyok. La M. americana (orchetto marino americano) americana/est siberiana viene a volte considerata una sottospecie di M. nigra.
Sverna un po' più a sud, nelle zone temperate, sulle coste dell'Europa e più a sud, fino al Marocco. Sulle acque costiere più accoglienti forma grandi stormi. I membri di questi gruppi sono strettamente raggruppati e questi uccelli tendono a decollare insieme.
I loro nidi edificati vengono costruiti sul suolo nei pressi del mare, di laghi o fiumi, nelle foreste o nella tundra. Depongono 6-8 uova.
Questa specie è caratterizzata da un grande becco di forma tozza. Il maschio è tutto nero con un becco bulboso che assume una colorazione gialla intorno alle narici. La femmina è un uccello bruno dalle guance pallide, molto simile alla femmina dell'orchetto nero.
Questa specie può essere distinta dagli altri orchetti, ad eccezione di quello nero, per la totale mancanza di colorazione bianca nel maschio e per le aree pallide più estese della femmina.
Questa specie si immerge alla ricerca di crostacei e molluschi; quando si trova in acque dolci si nutre anche di insetti acquatici e di piccoli pesci.
L'orchetto marino è una delle specie protette dall'Agreement on the Conservation of African-Eurasian Migratory Waterbirds (AEWA).

## Popolazione del Regno Unito e suoi problemi attuali
Campbell (1977) stimò che la popolazione svernante in Europa nord-occidentale si aggirava intorno ai 130.000 esemplari, dei quali la maggior parte nell'area del Baltico, e la popolazione del Regno Unito intorno ai 20.000. In primavera si spostano sempre attraverso lo stretto di Dover.
Nel 2003 una popolazione numerosissima, di oltre 50.000 esemplari, venne scoperta sulla Shell Flat, a nord ovest dell'Inghilterra, dagli uomini della Cirrus Energy, mentre sorvolavano l'area per edificarvi una nuova serie di turbine eoliche . A causa di questi sviluppi e per una recente fuoriuscita di petrolio al largo delle coste del Galles, la questione riguardante la popolazione di orchetti comuni è stata affrontata dal Parlamento del Regno Unito .
Nonostante nel Regno Unito l'orchetto marino sia un visitatore invernale, alcune coppie nidificano nel nord della Scozia. Questa specie è stata posta nella Lista Rossa di conservazione della RSPB, la Royal Society for the Protection of Birds, perché i membri che si riproducono nel Regno Unito sono diminuiti più del cinquanta per cento. Nel 1998 il Governo del Regno Unito ha attuato un piano di azione per la biodiversità (BAP) relativo all'orchetto marino, allo scopo di far crescere, per il 2008, il numero della popolazione nidificante fino a 100 coppie .
Alla terza riunione di gruppo dei membri del piano di azione per la biodiversità (BAP) per l'orchetto marino la popolazione nell'area della Shell Flat è stata stimata a 16.500 orchetti svernanti e a 5000 uccelli che compiono la muta, dei quali 4000 utilizzano l'area scelta per edificarvi la futura fattoria del vento .